# Troms
| Wappen              | Karte                       |
| ------------------- | --------------------------- |
| Wappen von Troms    | Troms in Norwegen           |
| Basisdaten          |                             |
| Land:               | Norwegen                    |
| Verwaltungszentrum: | Tromsø                      |
| Fläche:             | 26.189 km² (1. Januar 2025) |
| Einwohner:          | 170.479 (1. Januar 2025)    |
| Bevölkerungsdichte: | 6,5 Einw. pro km²           |
| Politik             |                             |
| Fylkesordfører:     | Kristina Torbergsen (Ap)    |

Troms (nordsamisch Romsa; kvenisch Tromssa) ist eine norwegische Provinz (Fylke).

## Geographie

### Lage und Topographie

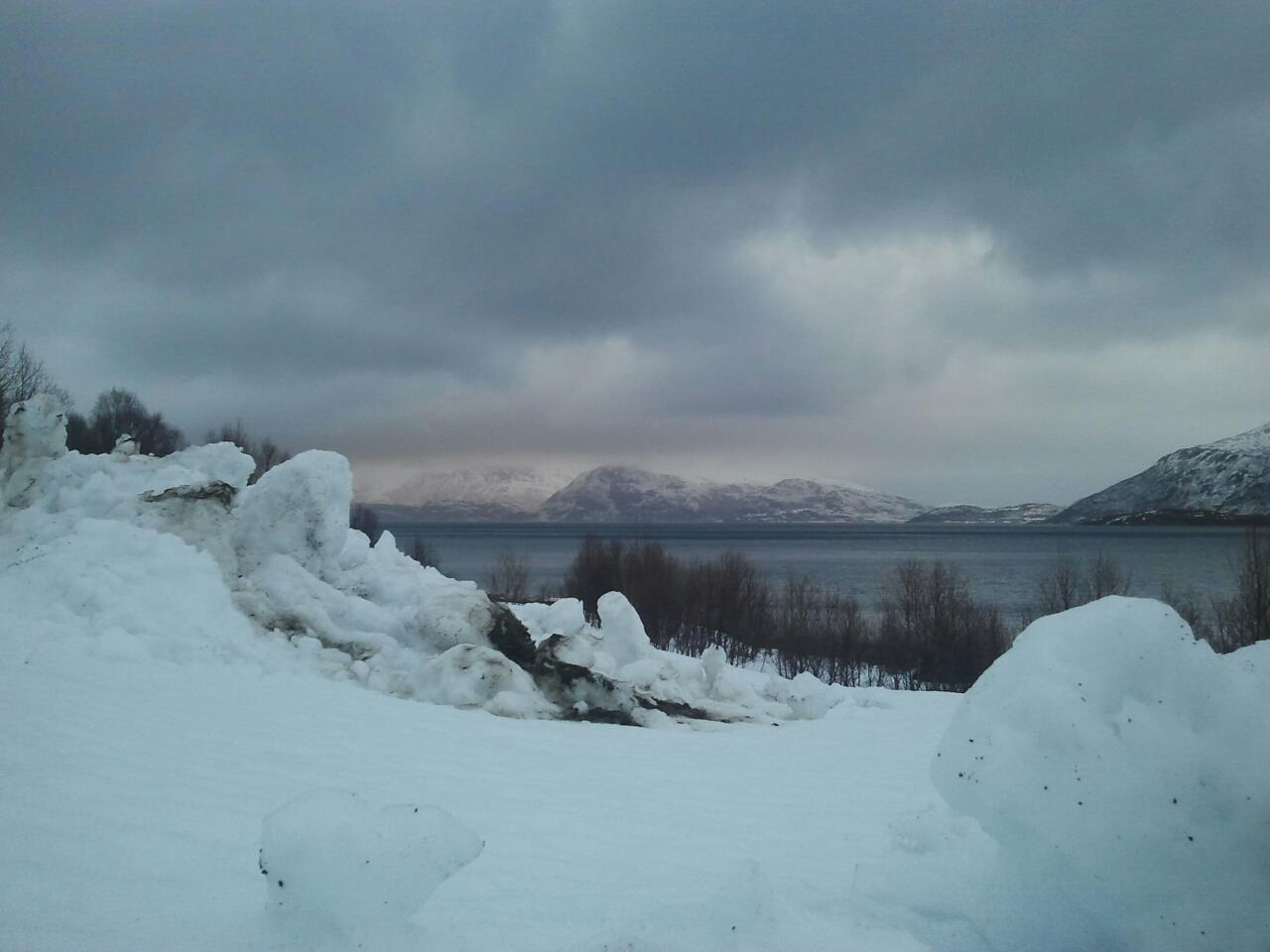
Landschaft in Troms in der Nähe von Tromsø

Troms grenzt im Süden an Nordland und im Nordosten an die Finnmark und bildete somit den mittleren Teil von Nordnorwegen. Des Weiteren grenzt das Fylke im Osten an Finnland und Schweden. Im Westen von Troms befindet sich die Atlantikküste mit vielen Fjorden und Inseln.
Während des Winters dauert die Polarnacht – also die Zeit, in der die Sonne nicht aufgeht – etwa zwei Monate. Die Zeit des Polartages dauert von Ende Mai bis Ende Juli, in dieser Zeit geht nachts die Sonne nicht unter.

### Klima
Das Klima wird vom Golfstrom beeinflusst. Im Innenland der Provinz fallen die Temperaturen im Winter auf bis zu −30 °C, an der Küste hingegen nur bis zu −10 °C. Dies ist auch einer der Gründe dafür, dass der Großteil der Bevölkerung an der Küste lebt.

## Verwaltungsgliederung
Troms ist seit 2024 in 21 Kommunen unterteilt. Bis Ende 2019 gehörten zu Troms 24 Kommunen. Die Zahl der Kommunen sank, da im Rahmen der landesweiten Kommunalreform in Norwegen zum 1. Januar 2020 einige Kommunen fusioniert wurden.
| Nr.  | Name                      | Einwohner (2025) | Fläche (km²) | Sprach- form |
| ---- | ------------------------- | ---------------- | ------------ | ------------ |
| 5501 | Tromsø                    | 79.421           | 2.520,8      | neutral      |
| 5503 | Harstad                   | 25.167           | 445,27       | neutral      |
| 5510 | Kvæfjord                  | 2852             | 512,62       | neutral      |
| 5512 | Tjeldsund (Dielddanuorri) | 4209             | 814,41       | Bokmål       |
| 5514 | Ibestad                   | 1301             | 241,15       | Bokmål       |
| 5516 | Gratangen                 | 1062             | 312,76       | neutral      |
| 5518 | Lavangen (Loabák)         | 985              | 301,62       | neutral      |
| 5520 | Bardu                     | 3961             | 2.703,89     | neutral      |
| 5522 | Salangen                  | 2116             | 458,07       | neutral      |
| 5524 | Målselv                   | 6794             | 3.324,45     | neutral      |
| 5526 | Sørreisa                  | 3533             | 362,97       | neutral      |
| 5528 | Dyrøy                     | 1069             | 288,64       | Bokmål       |
| 5530 | Senja                     | 14.948           | 1.946,11     | neutral      |
| 5532 | Balsfjord                 | 5595             | 1.496,99     | Bokmål       |
| 5534 | Karlsøy                   | 2223             | 1.091,6      | neutral      |
| 5536 | Lyngen                    | 2734             | 812,7        | neutral      |
| 5538 | Storfjord                 | 1829             | 1.542,73     | neutral      |
| 5540 | Kåfjord (Gáivuotna)       | 1955             | 991,15       | Bokmål       |
| 5542 | Skjervøy                  | 2784             | 474          | Bokmål       |
| 5544 | Nordreisa                 | 4810             | 3.437,77     | Bokmål       |
| 5546 | Kvænangen                 | 1131             | 2.109,68     | neutral      |
| 55   | Troms                     | 170.479          | 26.189,38    | neutral      |

## Geschichte
Die Verwaltungseinheit Troms ist in der norwegischen Geschichte relativ jung und lässt sich bis ins Jahr 1787 zurückverfolgen. Während der Wikingerzeit und des Mittelalters wurden die von Norwegern bewohnten Teile von Troms als Teil von Hålogaland betrachtet, während die samischen Siedlungsgebiete als Teil von Finnmark angesehen wurden. Da der Übergang fließend war, waren auch die geografischen Bezeichnungen nur ungefähr.
Nach der ersten regionalen Einteilung Norwegens im Jahr 1671 war die Provinz Teil des damaligen Gebietes von Nordland. 1787 ging Troms in die neu gegründete Finnmark über. 1866 wurde diese Provinz wieder aufgeteilt in Tromsø und die Finnmark. 1919 wurde der Name der Provinz von Tromsø auf Troms geändert.
Am 8. Juni 2017 beschloss das Storting, das norwegische Nationalparlament, mit einer Mehrheit von 96 gegen 73 Stimmen, dass die Fylker Finnmark und Troms fusioniert werden sollten. Das neue Fylke erhielt schließlich den Namen Troms og Finnmark (deutsch Troms und Finnmark). Die Bewohner der beiden Provinzen waren mehrheitlich gegen die Zusammenlegung: Eine Untersuchung, die für den norwegischen Rundfunk NRK durchgeführt wurde, zeigte, dass sie von 73 % der Einwohner von Troms abgelehnt wurde.
Im Juni 2022 beschloss das Storting, dass Troms og Finnmark zum 1. Januar 2024 wieder in die bis 2019 bestehenden Fylker Finnmark und Troms aufgeteilt werden solle.

## Bevölkerung

### Religion
Der Großteil der Bevölkerung ist Mitglied in der Norwegischen Kirche, im Jahr 2018 hatte sie 130.074 Mitglieder in Troms. 6125 Personen waren zu diesem Zeitpunkt Mitglied anderer christlicher Gemeinschaften, 2022 waren Muslime und weitere 281 Buddhisten. 123 Menschen waren Anhänger einer anderen Religion, also etwa Juden oder Sikhs.

### Städte und Ballungsräume
Im Jahr 2024 lebten 73,3 % der Einwohner des Fylkes in einem Tettsted, also einer Siedlung, die für statistische Zwecke als eine städtische Siedlung gewertet wird. Die drei größten Tettsteder sind Tromsø mit 42.782, Harstad mit 21.458 und Tromsdalen mit 18.291 Einwohnern (Stand: 1. Januar 2024).

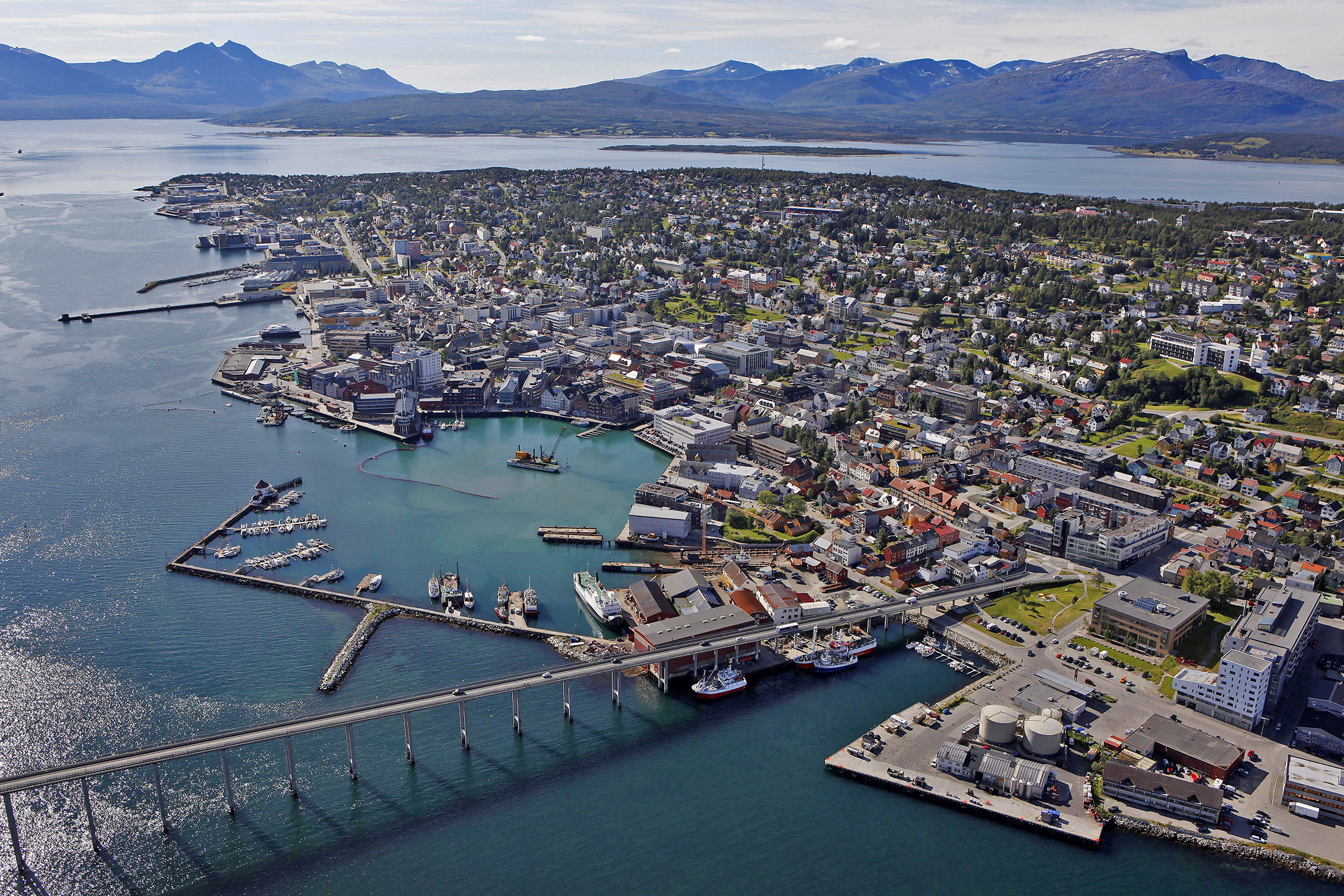
Tromsø
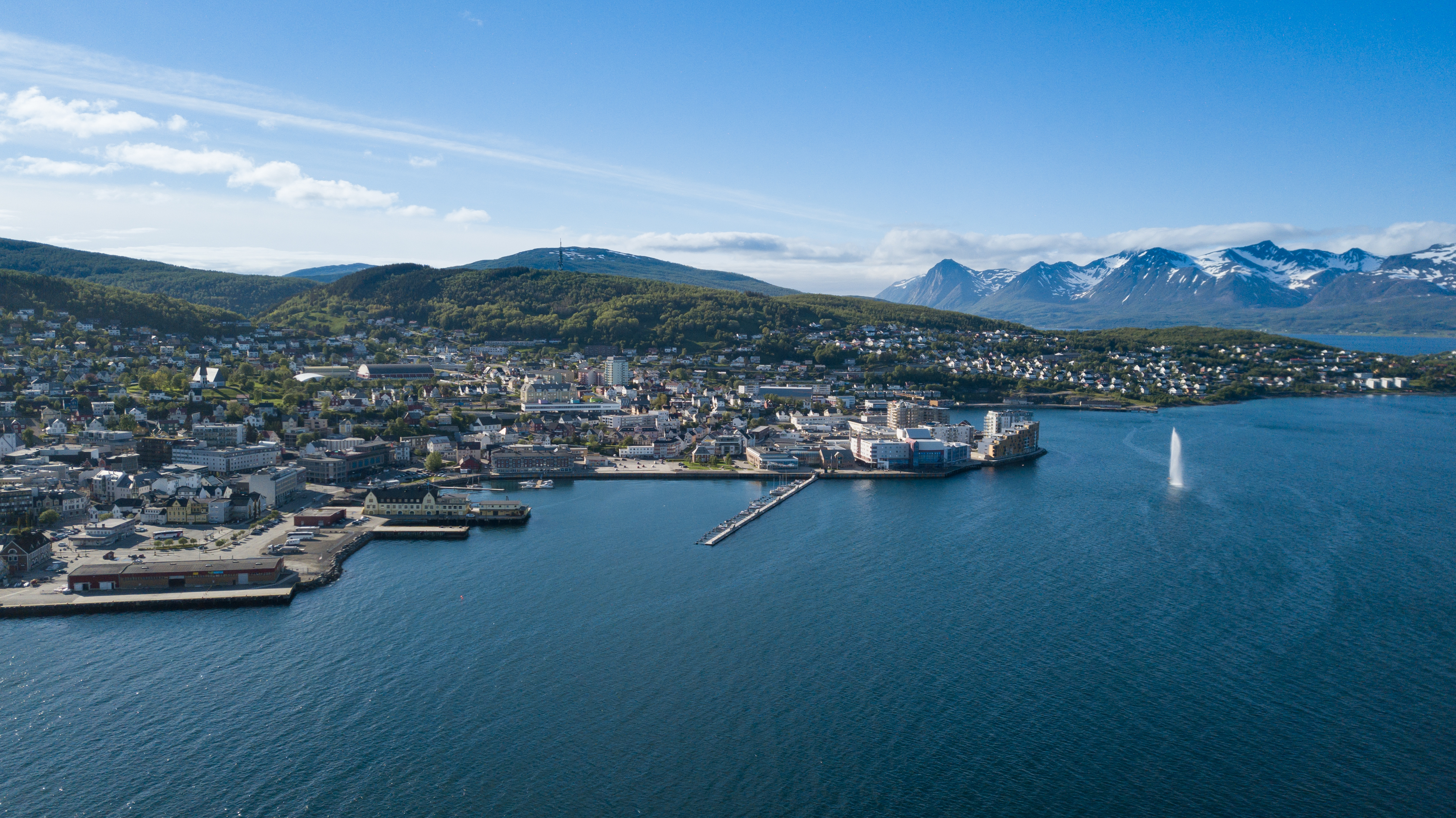
Harstad
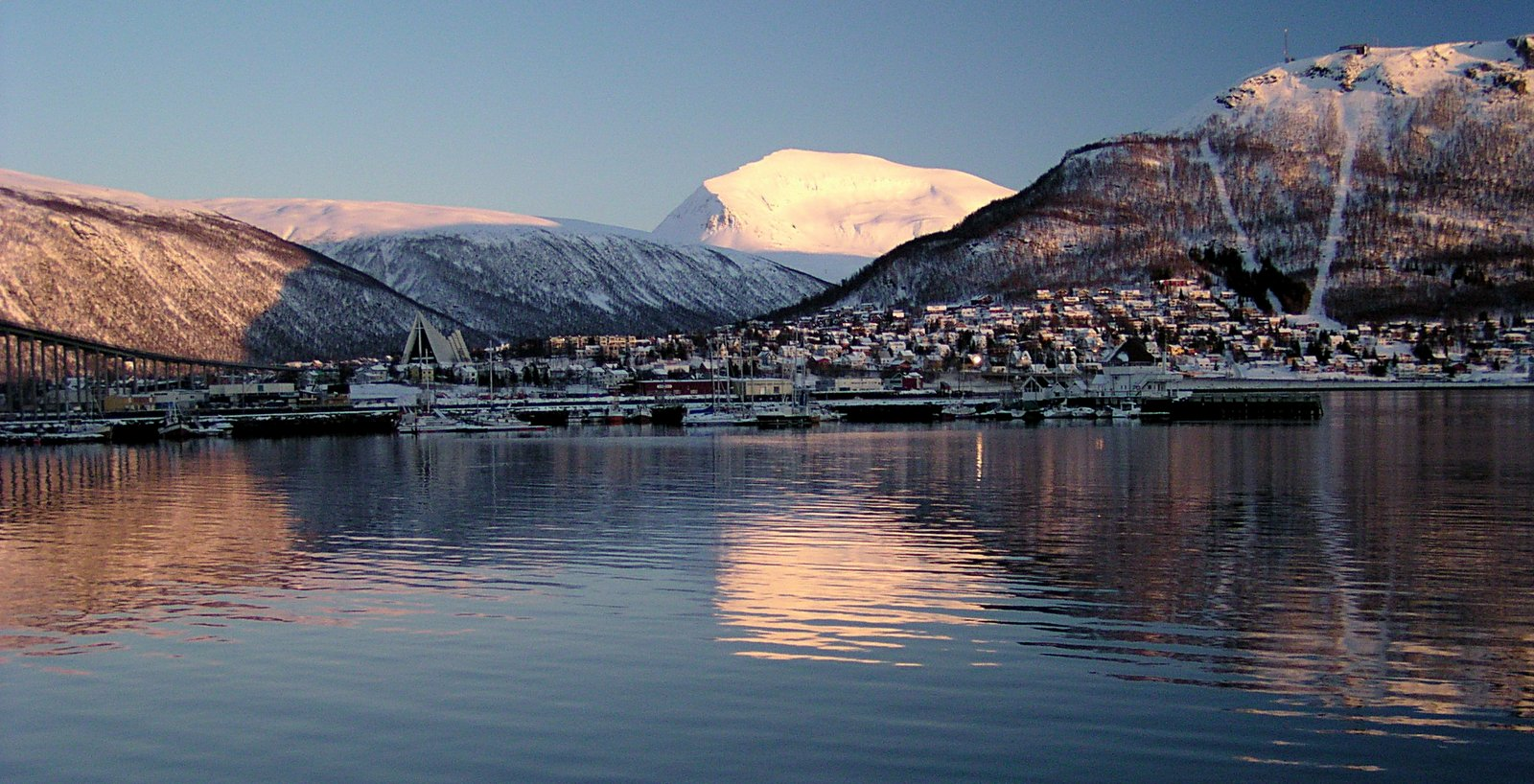
Tromsdalen

## Name
Die genaue Herkunft des Namens Troms ist unklar. Es wird vermutet, dass ein Zusammenhang mit dem Wort „Strömung“ (strøm) besteht.
Zum 1. Juli 2006 bekam die Provinz erstmals einen offiziellen samischen Namen, Romsa. Er ist seitdem der norwegischen Bezeichnung gleichgestellt.